# Bundesautobahn 71
De Bundesautobahn 71 (verkorte vorm: BAB 71 of A71) is een Duitse autosnelweg die, bij zijn voltooiing in 2015, in totaal 226 km lang zal zijn. De weg verbindt Sangerhausen via Erfurt en het Thüringer Woud met Schweinfurt.